# 西蔵南路駅
座標: 北緯31度12分18秒 東経121度29分0秒 / 北緯31.20500度 東経121.48333度
西蔵南路駅（せいぞうなんろえき）は中華人民共和国上海市黄浦区に位置する4号線と8号線の駅である。

## 利用可能な鉄道路線
上海地下鉄
■4号線
■8号線

## 駅構造
4号線、8号線ともに相対式ホーム2面2線の地下駅。

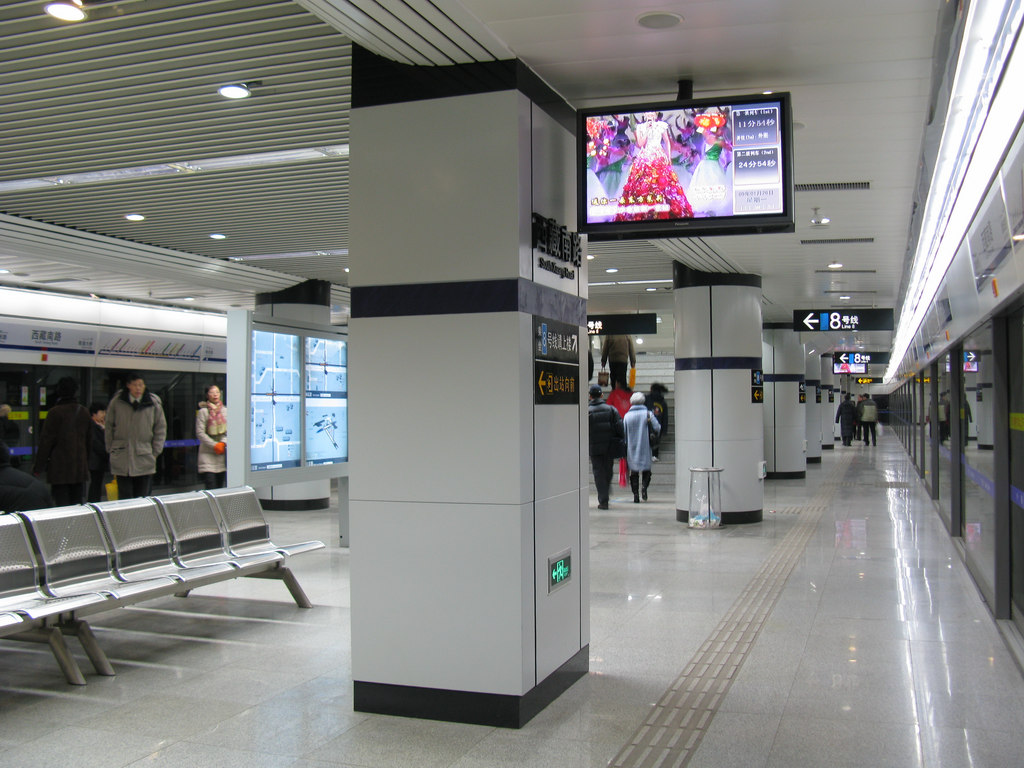
4号線ホーム
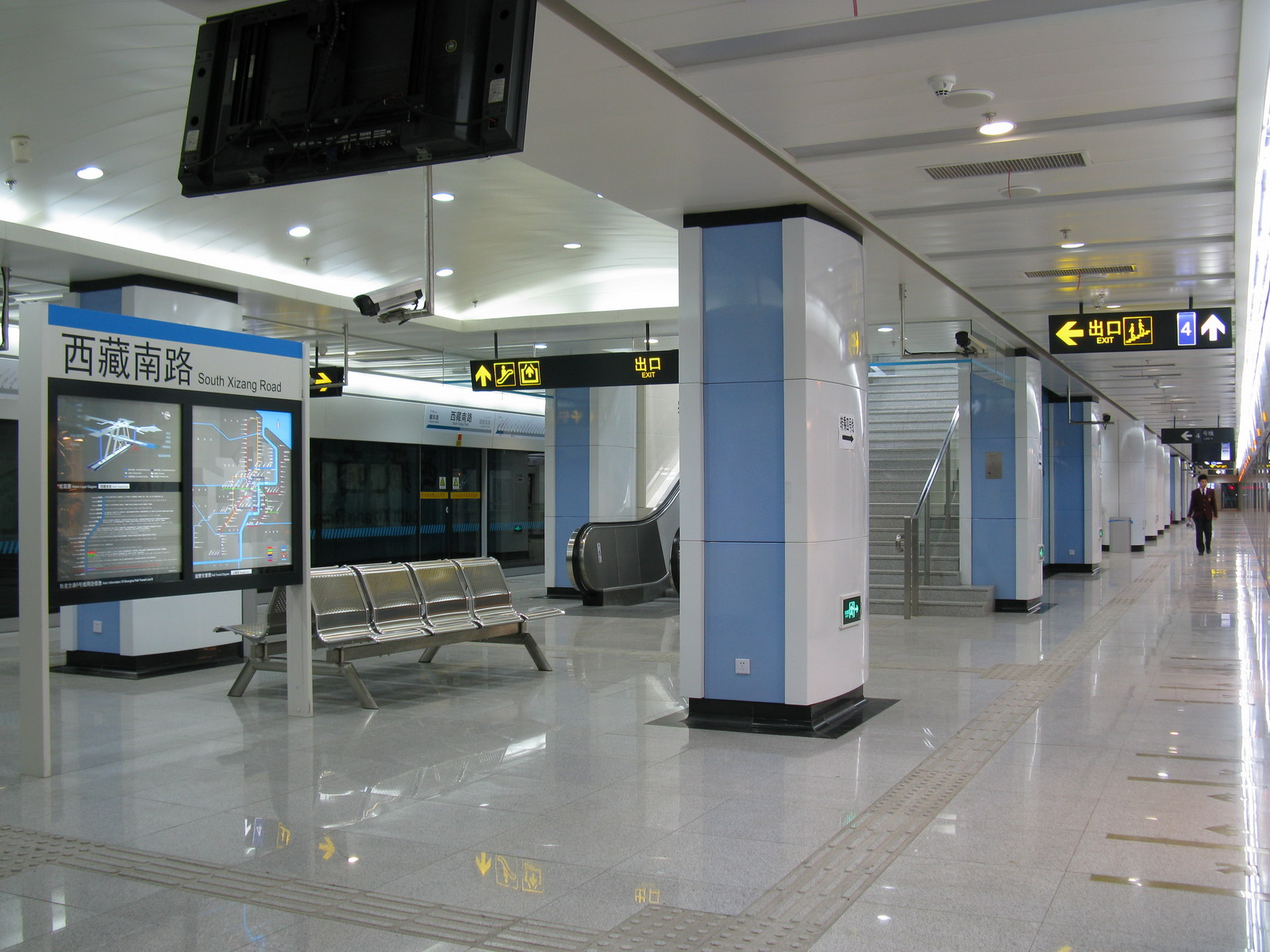
8号線ホーム
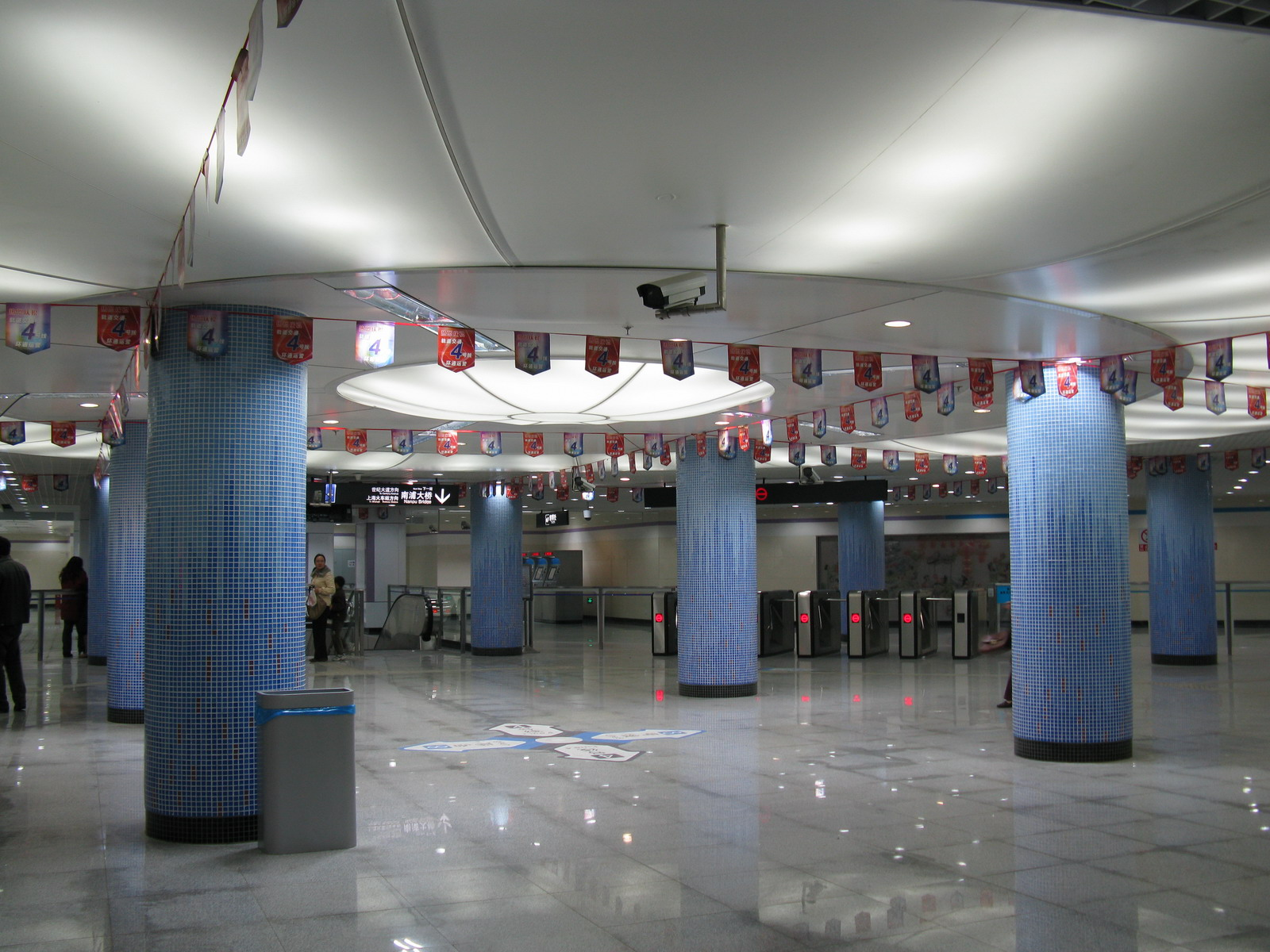
乗換通路

## 歴史
- 2007年12月29日 - 開通。

## 隣の駅
上海地下鉄
■4号線
南浦大橋駅 - 西蔵南路駅 - 魯班路駅
■8号線
陸家浜路駅 - 西蔵南路駅 -  中華芸術宮駅